# Proyecto Longshot

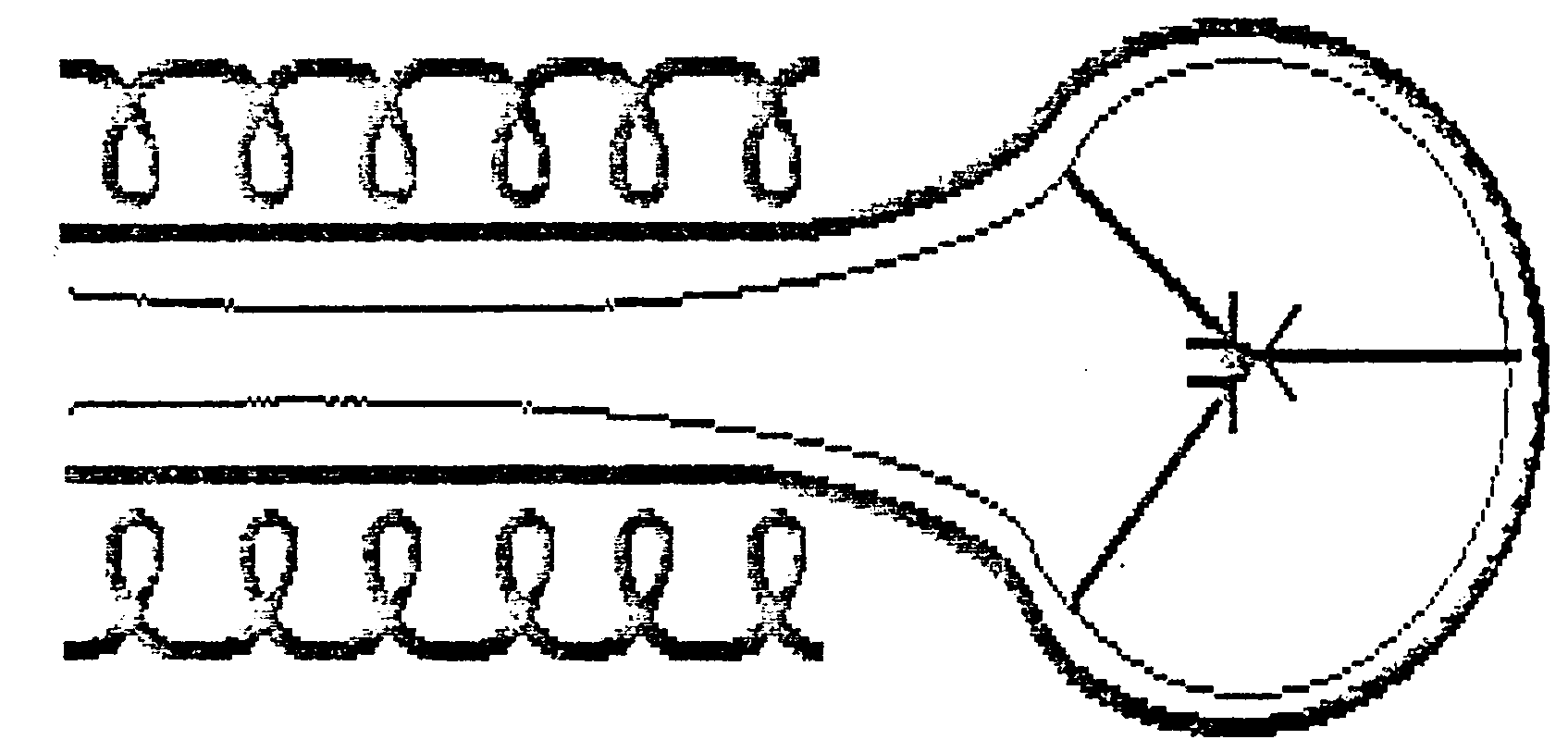
Diseño del Proyecto Longshot.

El Proyecto Longshot es un diseño de una nave espacial interestelar no-tripulada prevista para viajar a la estrella Alfa Centauri impulsada por propulsión nuclear de pulso. Desarrollado por la Academia Naval de Estados Unidos y la NASA, Longshot fue proyectado para ser construido en la Estación Espacial Alfa, precursora mucho más grande de la actual Estación Espacial Internacional. Al contrario que el proyecto Daedalus, Longshot fue diseñado solamente usando tecnología ya existente, aunque se requeriría cierto desarrollo adicional.
A diferencia del motor de fusión de ciclo cerrado de Daedalus, Longshot utilizaría un reactor de fisión nuclear para obtener energía. Inicialmente generando 300 kilovatios, el reactor accionaría un número de láseres en el motor que serían utilizados para encender la fusión de confinamiento inercial similar a la de Daedalus. La diferencia principal del diseño entre ambos es que Daedalus dependería de la reacción de fusión para impulsar también la nave, mientras que en Longshot el reactor externo proporcionaría dicha energía.
El reactor también sería utilizado para accionar un láser para las comunicaciones de vuelta a la Tierra, con una energía máxima de 250 kilovatios. En la mayor parte del viaje este sería utilizado a una energía mucho menor para enviar datos sobre el medio interestelar, pero durante la aproximación la sección principal del motor sería desechada y la total capacidad de energía sería dedicada a comunicaciones, a aproximadamente 1 kilobit por segundo.
Longshot tendría una masa de 396 toneladas métricas al comienzo de la misión, incluyendo 264 toneladas de helio-3/deuterio como combustible/propulsor. La carga útil activa de la misión, que incluye el reactor de fisión pero no la sección principal de propulsión desechada, tendría una masa de alrededor de 30 toneladas.
Una diferencia importante entre las misiones Longshot y Daedalus es que la primera entraría en órbita en torno a la estrella, mientras que la segunda haría una pasada baja, cuya duración es comparativamente menor.
El viaje a la órbita de Alfa Centauri duraría cerca de 100 años y serían necesarios otros 4,39 años para que los datos alcanzaran la Tierra.